# Roberto Peccei
Roberto Daniele Peccei (pronunciación en italiano: /petˈtʃɛi/:,6 de enero de 1942 – 1 de junio de 2020) fue un físico teórico de partículas cuyos principales intereses se centraron en el área de las interacciones electrodébiles y en la interfaz entre la física de partículas y la cosmología física. Fue conocido sobre todo por formular la teoría de Peccei-Quinn (con Helen Quinn), que intenta resolver el problema CP fuerte en la física de partículas.
Peccei fue Vicerrector de Investigación de la Universidad de California en Los Ángeles entre 2000 y 2010.

## Primeros años y educación
Hijo de Aurelio Peccei (fundador del Club de Roma), Roberto Peccei nació en 1942 en Turín (Italia). Terminó sus estudios secundarios en Argentina y llegó a Estados Unidos en 1958 para cursar estudios universitarios de física. Obtuvo una licenciatura en el MIT en 1962, un máster en la Universidad de Nueva York (NYU) en 1964 y un doctorado en el Centro de Física Teórica del MIT en 1969.

## Carrera
Tras un breve periodo de trabajo postdoctoral en la Universidad de Washington, se incorporó al cuerpo docente de la Universidad de Stanford en 1971, donde (con Helen Quinn) originó la teoría Peccei-Quinn, que sigue siendo la solución propuesta más famosa al problema CP fuerte. En 1978 regresó a Europa como miembro del personal del Instituto Max Planck de Múnich (Alemania). En 1984 se incorporó al Deutsches Elektronen-Synchrotron (DESY) de Hamburgo, Alemania, como Jefe del Grupo Teórico. Regresó a Estados Unidos en 1989 y se incorporó al cuerpo docente del Departamento de Física de la UCLA. Poco después, fue nombrado presidente del Departamento, cargo que ocupó hasta su elección como decano de la División de Ciencias Físicas de la Facultad de Letras y Ciencias en 1993.
Hasta su muerte en junio de 2020, Peccei formaba parte del Consejo Editorial de Nuclear Physics B Supplement y del Journal of Physics G.[cita requerida] Era miembro del Club de Roma, administrador de la Academia Mundial de Arte y Ciencia y presidente de la Fondazione Aurelio Peccei, y era miembro de la Sociedad Americana de Física y del Institute of Physics del Reino Unido. En los últimos 15 años, ha formado parte de numerosos consejos consultivos tanto en Europa como en EE. UU. Ha presidido el Consejo Asesor Científico del Laboratorio de Ciencias Nucleares de la Universidad de Cornell y el Comité de Visitas del Laboratorio de Ciencias Nucleares del MIT. También fue miembro del Comité de Visitas del Departamento de Física del MIT y fue el convocante del Consejo del Vicerrectorado de Investigación de la Universidad de California.[cita requerida]

## Premios y distinciones
- Miembro de la Sociedad Americana de Física[10]
- Galardonado con el premio J. J. Sakurai para la Física Teórica de Partículas 2013 de la Sociedad Americana de Física[11]

## Publicaciones
- Peccei, Roberto D.; Quinn, Helen R. (1977). «CP Conservation in the Presence of Pseudoparticles». Physical Review Letters 38 (25): 1440. Bibcode:1977PhRvL..38.1440P. doi:10.1103/PhysRevLett.38.1440.
- Peccei, Roberto D.; Quinn, Helen R. (1977). «Constraints imposed by CP conservation in the presence of pseudoparticles». Physical Review D 16 (6): 1791. Bibcode:1977PhRvD..16.1791P. doi:10.1103/PhysRevD.16.1791.